# Droopy
Droopy è un personaggio creato da Tex Avery e in seguito acquistato da Hanna-Barbera.

## Descrizione
Droopy è un segugio dalla aria perennemente assonnata che, a dispetto dell'apparenza buona e vagamente ingenua, nasconde un'intelligenza raffinata e una capacità dialettica invidiabile. Droopy utilizza queste doti per combattere il male contrapponendosi ai malvagi di turno (tra cui il lupo Mc Wolf) e smascherando puntualmente i loro disegni criminosi.
La sua vicenda di cartone animato è abbastanza complessa. Creato negli anni quaranta, ebbe grande successo per tutti gli anni cinquanta. In seguito venne “ripreso” e rilanciato dalla coppia di autori Hanna e Barbera.
Droopy è apparso per la prima volta nel cortometraggio "Dumb-Hounded", rilasciato dalla MGM il 20 marzo 1943. Nella prima apparizione, Droopy esordisce guardando il pubblico e dichiarando: "Ciao a tutti voi bella gente ... Sapete una cosa? Io sono l'eroe". Nel cartone animato, Droopy deve rintracciare un evaso in fuga, attendendolo sempre ovunque si trovi. Tex Avery aveva usato una gag simile nel suo corto Merrie Melodies del 1941 "Tortoise Beats Hare". Questo cortometraggio in realtà mostra che le prime idee sulla personalità di Droopy stavano già germogliando, visto che il protagonista di quel cartoon, Cecil Turtle, ha già molte similitudini con Droopy.
La voce e la personalità mite e impassibile di Droopy sono state modellate sul personaggio di Wallace Wimple nella commedia radiofonica "Fibber McGee e Molly"; l'attore Bill Thompson, che interpretava Wimple, era il doppiatore originale di Droopy. Durante la permanenza di Thompson nella Marina degli Stati Uniti durante la seconda guerra mondiale, il ruolo fu affidato ad altri doppiatori, tra cui Don Messick, che ha ripreso il ruolo negli anni '90. Lo stesso Tex Avery ha fornito la sua voce in diverse occasioni con ottimi risultati, tant'è che era pressoché impossibile capire la differenza con gli altri doppiatori. Droopy stesso era un attore versatile: poteva interpretare un cowboy, un vice-sceriffo, un erede, un torero o un musicista Dixieland con altrettanta facilità.
Uno dei tratti più sorprendenti di Droopy è la sua incredibile forza, a dispetto della sua statura minuscola e la sua apparenza e personalità senza pretese; una forza sfoderata nelle occasioni in cui viene estremamente provocato, non prima di avvisare lo sventurato cattivo di turno con il suo fare monotono: "Sai cosa? Questo mi fa impazzire", facendolo successivamente roteare vorticosamente per poi lanciarlo via. Una di queste occasioni si manifesta nel corto "Señor Droopy", nei confronti di un toro. Di nuovo in "One Droopy Knight", dove questa volta la vittima designata era un drago. In questo caso rompe anche la coda del drago, colpendolo con essa come fosse una mazza da baseball. Un'altra gag ricorrente in molti dei cartoni di Droopy è quando un avversario di Droopy (abitualmente il cane Spike) sta abbattendo un albero: mentre l'albero inizia a scendere e sta per schiacciare l'ignaro Droopy, l'avversario corre in direzione opposta, punta il cielo e, nel gergo dei boscaioli americani, allertando per la caduta urla: "TIM .....". Poi, in un momento di sorpresa, l'albero cambia direzione e finisce per schiacciare Spike che finisce col dire "...ber" (Timber = Albero!) mentre indica ancora il cielo con un'espressione di confusione sul suo viso.
Nella maggior parte dei suoi episodi, Droopy se la vede ora con un lupo antropomorfo (il personaggio del lupo "ritrae" gli imbroglioni sia in "Dumb-hounded" sia nel suo semi-remake, "Northwest Hounded Police"), ora un bulldog chiamato "Spike". Due episodi di Droopy - "The shooting of Dan McGoo" e "Wild and Woolfy" - presentano anche le apparizioni dell'eroina formosa di "Red Hot Riding Hood" (1943) di Avery come una damigella in pericolo inseguita dal Lupo. Più tardi alcuni episodi - "Three Little Pups (1953)", "Blackboard Jumble (1957)" e "Sheep Wrecked (1958)" - presentano un lupo sudista che si muove lentamente, doppiato da Daws Butler in un dialetto usato in seguito per la serie di Hanna-Barbera Huckleberry Hound (da noi conosciuto come Braccobaldo Bau); questo lupo era un personaggio sempre impassibile con la tendenza a fischiare tra sé "Kingdom Coming" (aka "Jubalio") caratteristica molto simile a quella di Braccobaldo che cantava sempre "Oh My Darling Clementine".
Tex Avery trascorre quindi una pausa di un anno dalla MGM dal 1950 al 1951, periodo in cui Dick Lundy rileva la sua unità lavorativa per realizzare "Caballero Droopy" e diversi cortometraggi dell'orso Barney Bear. Avery torna alla fine del 1951 e riprende con la serie di Droopy, fino a quando l'unità viene sciolta dalla MGM nel 1953. Michael Lah, un animatore di Avery, rimane però in MGM abbastanza a lungo da aiutare William Hanna e Joseph Barbera a completare l'episodio "Deputy Droopy" dopo che Avery aveva lasciato gli studi. Lah stesso lasciò quindi la MGM, ma ritornò nel 1955 per dirigere i film in CinemaScope con Droopy alle prese con Spike (ora ribattezzato Butch a causa dell'omonimia con lo stesso bulldog nei cartoni animati di Tom e Jerry) o con il lupo fischiettante di "Kingdom Coming". La sequenza dei titoli di apertura viene sostituita con una nuova sequenza animata in cui Droopy dà il suo saluto impassibile: "Ciao a tutti, bella gente". Sette episodi di Droopy sono stati creati sotto la produzione di Hanna & Barbera. Uno di questi, "One Droopy Knight" (1957), ottiene una nomination all'Oscar nel 1957 come Miglior Soggetto nella sezione "cortometraggi animati". Tuttavia, al momento dell'uscita di "One Droopy Knight" nel dicembre 1957, lo studio di animazione MGM era già oramai chiuso da sei mesi, vittima del ridimensionamento come molte altre aziende.

## Filmografia MGM
- Le origini di Droopy (1943)
- Screwball Squirrell (1944)
- Droopy contro Dan McGoo (1945)
- La vittoria di Droopy su Slick McWolf (1945)
- La polizia a cavallo del Nord Ovest (Northwest Hounded Police, 1946)
- Señor Droopy (1949)
- Scherzi da ricchi (Wags to Riches, 1949)
- Caccia alla volpe (Out-Foxed, 1949)
- Droopy campione olimpico (1950)
- Droopy re delle acrobazie circensi (1951)
- Parola di scout (Droopy's Good Deed, 1951)
- Doppi guai per Droopy (Droopy's "Double Trouble", 1951)
- Droopy in Messico (1952)
- I tre cucciolotti (The Three Little Pups, 1953)
- Droopy conquista il west (1954)
- Droopy il pioniere (Homesteader Droopy, 1954)
- Dixieland (Dixieland Droopy, 1954)
- Droopy vice-sceriffo (Deputy Droopy, 1955)
- Droopy il milionario (1956)
- Sorridi e condividi (Grin and Share It, 1957)
- L'educazione moderna (Blackboard Jumble, 1957)
- Il cavaliere Droopy (One Droopy Knight, 1957)
- Furto di pecore (Sheep Wrecked, 1958)
- Cattiverie in gara (Mutts About Racing, 1958)
- Droopy lo gnomo (Droopy Leprechaun, 1958)

## Altre apparizioni
Appare, oltre che nell'omonima serie animata, in alcune puntate di Tom & Jerry, in Tom & Jerry Kids, in Tom & Jerry Comedy Show, in Tom & Jerry Tales, ed è protagonista della serie Droopy: Master Detective. È apparso anche al cinema in Chi ha incastrato Roger Rabbit. Nei racconti a fumetti di Tom & Jerry è noto come Fido e presenta storie della lunghezza di una facciata, prive di dialoghi.

## Influenza culturale
- Il cantante italiano Drupi ha preso il suo nome d'arte proprio italianizzando Droopy cui scherzosamente i suoi amici lo accostavano a causa della sua capigliatura.[senza fonte]